# Xavi Simons
Xavier Quentin Shay Simons, född 21 april 2003 i Amsterdam, Nederländerna, är en nederländsk fotbollsspelare som spelar för RB Leipzig.

## Uppväxt
Simons är född i Nederländernas huvudstad Amsterdam. Han är son till den holländska före detta fotbollsspelaren Regillio Simons, som bland annat representerade Willem II och Fortuna Sittard. Regillio har även varit ungdomstränare i Ajax akademi. Simons är av surinamesisk härkomst genom sin far och av nederländsk härkomst genom sin mor. Hans sju år äldre bror Faustino, som spelade fotboll i tyska FSC Lohfelden, delar samma födelsedag som honom.

## Klubblagskarriär

### FC Barcelona
Simons gick med i Barcelonas ungdomsakademi 2010 då han kom från den spanska klubben CD Tháder. Han utvecklades snabbt och kom att blev en av den spanska klubbens högst rankade ungdomsspelare. Som lagkapten såg han år 2016/17 till att Barcelonas U14-lag gick obesegrade genom säsongen med en målskillnad på 164–14. Han belönades med priset för mest värdefulla spelare och sågs som arvtagare till Xavi Hernandez i Barcelona. Detta ledde till att den engelska klubben Chelsea och den spanska klubben Real Madrid försökte värva honom.

### Paris Saint-Germain
I juli 2019 flyttade Simons till franska Paris Saint-Germain efter att han inte ha kommit överens om ett nytt kontrakt med Barcelona. Hans kontrakt med Paris klubben var enligt uppgift värt upp till 1 miljon euro (ca 10 miljoner kr) årligen och skulle löpa ut 2022.

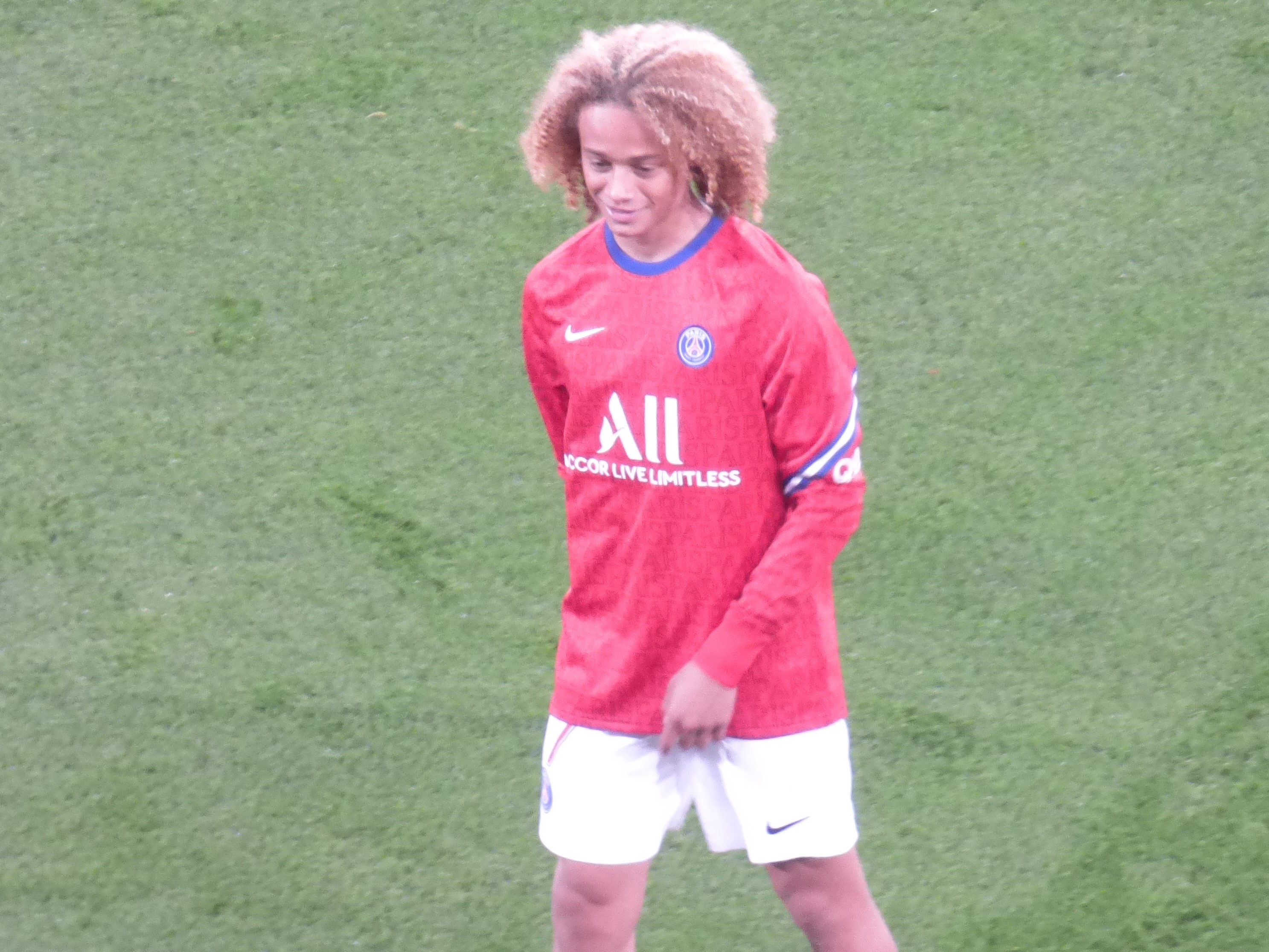
Simons med Paris Saint-Germain, 2020

I en träningsmatch mot Sochaux i augusti 2020 gjorde den dåvarande 17-åringen A-lagsdebut för PSG då han ersatte Julian Draxler med 20 minuter kvar av matchen.  
Den 10 februari 2021 gjorde Simons sin proffsdebut för PSG då han kom in ännu en gång som ersättare för Julian Draxler i en 1–0-vinst i Coupe de France över Caen. Han debuterade i Ligue 1 som ersättare i en 4–1-seger över Strasbourg två månader senare. Den 19 maj 2021 vann han sin första professionella pokal, Coupe de France.
Inför säsongen 2021/22 ingick Simons i A-lagets försäsong på förtroende av tränaren Mauricio Pochettino. Den 14 juli 2021 kom han från bänken i en träningsmatch och gjorde ett mål i en 4–0-vinst över Le Mans på Camp des Loges. Han gjorde ytterligare ett mål i en 2–2 träningsmatch mot Chambly tre dagar senare.
Den 18 augusti skickades Simons tillbaka till U19-laget som tränades av Zoumana Camara. Han gjorde så småningom sitt första framträdande för säsongen för PSG i en 3–0-cupseger över Feignies Aulnoye den 19 december, vilket kom att bli hans första professionella start någonsin. Den 3 januari 2022 gjorde Simons sin första senior assist i en 4–0-cupvinst över Vannes, en passning till Kylian Mbappé som placerade bollen i mål. Hans första ligaframträdande för säsongen 2021/22 kom i en 1–1-match borta mot Lyon den 9 januari, där han kom in som avbytare i den 69:e matchminuten. Den 31 januari missade Simons den sista straffen i en 6–5 straffläggningsförlust mot Nice i åttondelsfinalen i Coupe de France, vilket innebar att PSG åkte ur cupen. Den 11 februari gjorde han sin första ligastart i en 1–0-seger över Rennes på Parc des Princes.

### PSV Eindhoven
Den 28 juni 2022 skrev Simons på ett femårskontrakt med Eredivisie-klubben PSV Eindhoven. Det var från en början tänkt att Simons skulle förlänga sitt kontrakt med Paris Saint-Germain och ansluta till PSV på lån istället, men situationen förändrades när PSV inte längre ville ha ett låneavtal utan ville ha över honom på en permanent övergång. Klubbarna kom sedan överens om att PSG skulle ha en återköpsklausul värd cirka 40 miljoner kronor i Simons kontrakt, vilket kom att träda i kraft 2023.

## Landslagskarriär
Simons har representerat Nederländerna på U15, U16 och U17-nivå.

## Utanför fotbollen
I mars 2020 utsågs Simons till Goal's "NxGn 2020" lista över 50 bästa fotbollstalangerna i världsfotbollen. Han var också med i The Guardians "Next Generation 2020" i oktober. Simons prestationer nådde snabbt fotbollsvärlden och som 13-åring hade mittfältaren över 300 000 följare på Instagram – en siffra som i dag är uppe över 6,6 miljoner. Han har också ett sponsorkontrakt med företaget Puma.

## Statistik
| Klubb                                                    | Säsong            | Inhemsk liga      | Inhemsk liga | Inhemsk liga | Nat. täv. | Nat. täv. | Internat. täv. | Internat. täv. | Totalt | Totalt |
| Klubb                                                    | Säsong            | Serie             | SM           | Mål          | SM        | Mål       | SM             | Mål            | SM     | Mål    |
| -------------------------------------------------------- | ----------------- | ----------------- | ------------ | ------------ | --------- | --------- | -------------- | -------------- | ------ | ------ |
| Paris Saint-Germain                                      | 2020/21           | Ligue 1           | 1            | 0            | 1         | 0         | 0              | 0              | 2      | 0      |
| Paris Saint-Germain                                      | 2021/22           | Ligue 1           | 2            | 0            | 3         | 0         | 0              | 0              | 5      | 0      |
| Paris Saint-Germain                                      | Totalt i klubblag | Totalt i klubblag | 3            | 0            | 4         | 0         | 0              | 0              | 7      | 0      |
| Antal matcher och mål är korrekt per den 4 februari 2022 |                   |                   |              |              |           |           |                |                |        |        |

## Meriter
| Lagmeriter          | Lagmeriter          | Lagmeriter          |
| Paris Saint-Germain | Paris Saint-Germain | Paris Saint-Germain |
| ------------------- | ------------------- | ------------------- |
| Ligue 1             | (1)                 | 2021/22             |
|                     |                     |                     |
| Coupe de France     | (1)                 | 2020/21             |